# Rockville (Nebraska)
Rockville é uma vila localizada no estado americano de Nebraska, no Condado de Sherman.

## Demografia
Segundo o censo americano de 2000, a sua população era de 111 habitantes.
Em 2006, foi estimada uma população de 102, um decréscimo de 9 (-8.1%).

## Geografia
De acordo com o United States Census Bureau, a localidade tem uma área de 0,6 km², sem área coberta por água. Rockville localiza-se a aproximadamente 603 m acima do nível do mar.

## Localidades na vizinhança
O diagrama seguinte representa as localidades num raio de 24 km ao redor de Rockville.